# Hedraea quadridens
Hedraea quadridens är en fjärilsart som beskrevs av Lucas 1901. Hedraea quadridens ingår i släktet Hedraea och familjen snigelspinnare. Inga underarter finns listade i Catalogue of Life.